# Männer und die Frauen
Männer und die Frauen ist ein französischer Episodenfilm von Fred Cavayé, Alexandre Courtès, Michel Hazanavicius, Éric Lartigau, Emmanuelle Bercot, Jean Dujardin und Gilles Lellouche aus dem Jahr 2012. Er besteht aus neun Kurzfilmen, die sich um die Beziehung von Männern und Frauen und vor allem die Untreue drehen.

## Handlung

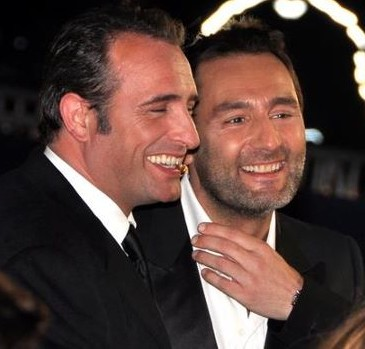
Hauptdarsteller Jean Dujardin und Gilles Lellouche (2012)

### Le prologue [Der Prolog]
Fred ist Single und Greg verheiratet. Beide können nicht monogam leben und verbringen die Nächte in der Regel gemeinsam in einer Bar und am Ende mit One-Night-Stands im Hotel. Fred deckt Greg dabei immer wieder, auch wenn dessen Frau Stéphanie beiden schon lange nicht mehr glaubt. Nach einer weiteren Nacht mit anderen Frauen gehen beide Männer mögliche Ausreden für Stéphanie durch, die Greg jedoch alle schon mehrfach benutzt hat. Treu sein kommt für ihn dennoch nicht infrage.

### Bernard
Bernard hatte beim Sex einen Unfall und ist nun mit seiner Geliebten im Krankenhaus, wobei beide ihren Sexakt nicht beenden konnten. Der Arzt hat wiederum Bernards Frau benachrichtigt, die nun ihren Mann „auf frischer Tat“ ertappt.

### La bonne conscience [Das gute Gewissen]
Auf einer Konferenz versucht der verheiratete Laurent vergeblich, die Nacht mit einer Frau zu verbringen. Besonders erstaunt ihn, dass der Rollstuhlfahrer Antoine anscheinend jede haben kann. In seiner Verzweiflung versucht Laurent schließlich, die unscheinbare und pummelige Kollegin Christine zu verführen, die ihn abblitzen lässt. Weil er ihr am Ende gar einen Zettel mit den Worten „Ich liebe dich“ zukommen lässt, mit dem er sie rumzukriegen hofft, wird er am nächsten Tag zum Gespött der Kollegen.

### Lolita
Der verheiratete Kieferorthopäde Éric hat eine Affäre mit seiner ehemaligen Patientin Ines, einer 19-jährigen Studentin begonnen. Sie macht ihn ungefragt mit ihren Freunden bekannt, die sich über den deutlich älteren Éric lustig machen. Der will den Tag mit Ines in einem Hotel verbringen, doch interessiert sie ein Abend auf dem Hotelzimmer nicht. Sie geht in eine Disko, wo sie Éric ignoriert. Der fühlt sich sitzengelassen, will sich mit ihr aussprechen und gerät schließlich in eine Schlägerei. Er kehrt am nächsten Morgen zu seiner Frau zurück, demoliert kurz vor dem Haus die Frontscheibe seines Wagens und behauptet schließlich, die Spuren der Prügelei in seinem Gesicht stammen von einem Autounfall.

### Thibault
Thibault verabschiedet in seiner Wohnung seine Geliebte, als seine Frau an der Haustür klingelt. In Windeseile räumt er die Wohnung auf, entfernt alle Spuren seiner Geliebten und wirft ihre Sachen aus dem Fenster. Übrig bleibt der Familienhund, der prompt das benutzte Kondom in der Schnauze hält. Als seine Frau in der Wohnung erscheint, wirft Thibault daher auch den Hund aus dem Fenster. 

### Simon
Simon peitscht bei einem SM-Spiel in seiner Garage seine an Seilen hängende Gespielin so heftig aus, dass sie ohnmächtig wird. Währenddessen kehrt Simons Frau mit ihrem Sohn nach Hause zurück und will das Auto in der Garage parken, in der sich Simon mit der ohnmächtig hängenden Frau befindet. Der Sohn fragt, ob er auch einmal auf der Frau schaukeln darf.

### La question [Die Frage]
Olivier und Lisa sind bei ihren Freunden Nicolas und Julie eingeladen, wobei Nicolas kein Problem damit hat, beiden von seinen zahlreichen Seitensprüngen zu berichten. Zurück in ihrem Haus will Lisa von Olivier wissen, mit wem er sie betrogen hat. Als sie nicht locker lässt, gesteht Olivier ihr einen Seitensprung und Lisa wird wütend. Olivier tut alles, um eine Versöhnung zu erreichen, erfährt dann jedoch, dass auch Lisa ihn einst betrogen hat. Er macht ihr eine Szene; am Ende versöhnen sich beide.

### Les infidèles anonymes [Die anonymen Fremdgeher]
Bei einer Sitzung der Anonymen Fremdgeher will Anne-Christine zahlreiche notorische Ehebrecher, darunter auch François, Bernard und Thibault, therapieren. Den Männern wird schnell ihr Fehlverhalten klar. Nach einer ersten Therapiestunde, die erst der Anfang sein sollte, haben alle Männer für die nächste Sitzung eine Ausrede parat, sodass Anne-Christine am Ende allein im Therapieraum sitzt.

### Las Vegas
Die Ehemänner Fred und Greg fahren gemeinsam nach Las Vegas, hat Fred doch die sechstägige Reise gewonnen. Gregs Frau Stéphanie macht kurz darauf telefonisch mit ihrem Mann Schluss. Nach Meinungsverschiedenheiten prügeln sich beide Männer erst, versöhnen sich dann jedoch und verbringen die Zeit mit Glücksspiel und Frauen. Am Ende eines ereignisreichen Tags landen sie beide gemeinsam im Hotel und haben Analverkehr miteinander. Sie beschließen, als Paar in Las Vegas zu bleiben, und werden in der Folge berühmte Magier und Tigerbesitzer, eine Anspielung auf Siegfried und Roy.

## Produktion
Die Dreharbeiten zu Männer und die Frauen fanden von Mai bis Juli in Paris und Las Vegas statt. Die Kostüme schuf Carine Sarfati, die Filmbauten stammen von Maamar Ech-Cheikh.
Der Film kam am 29. Februar 2012 in die französischen Kinos, wo er von rund 2,3 Millionen Zuschauern gesehen wurde. Er lief am 1. November 2012 auch in den deutschen Kinos an und erschien im März 2013 in Deutschland auf DVD.

## Kontroversen
Männer und die Frauen enthielt ursprünglich weitere Segmente: Jan Kounens Kurzfilm Ultimate Fucking wurde vor der Kinoaufführung aus dem Film entfernt, da es bei Testvorführungen negative Reaktionen gab und der Film mit dem Segment keine FSK 12 erhalten hätte. Zudem sei der Film mit dem Segment zu lang gewesen, argumentierten Jean Dujardin und Gilles Lellouche in einem Interview. Im Film lernt Sandra (Mélanie Doutey) einen Mann in einer Bar kennen, beide begeben sich in ein Häuschen im Wald, in dem sie sich näher kommen, wobei sie vom Ehemann der Frau überrascht werden. Die Filmeditorin des Segments war Anny Danché.
Auch ein Zwischenspiel von Alexandre Courtès wurde nach Testvorführungen aus dem Film geschnitten: In dem kurzen Sketch soll Geschäftsmann François (Jean Dujardin) in New York City eigentlich im Büro sein, verbringt den Tag jedoch lieber mit seiner Geliebten in einem Hotel. Als seine Frau ihn besorgt anruft, erzählt er ihr, dass alles in Ordnung sei – im Hintergrund sieht man, wie ein Flugzeug in den Twin Tower fliegt und explodiert. In Frankreich wurde die Szene trotz Schnitt als möglicher Stolperstein Dujardins auf dem Weg zum Oscar für seine Darstellung in The Artist gewertet.
Die durch die Autorité de Régulation Professionnelle de la Publicité (ARPP) als sexistisch und degradierend kritisierten Filmplakate mussten Anfang Februar 2012 aus der Öffentlichkeit entfernt werden.

## Synchronisation
| Rolle                                       | Darsteller         | Synchronsprecher   |
| ------------------------------------------- | ------------------ | ------------------ |
| Fred / Laurent / James / Olivier / François | Jean Dujardin      | Tobias Kluckert    |
| Greg / Bernard / Antoine / Éric / Nicolas   | Gilles Lellouche   | Frank Schaff       |
| Christine                                   | Isabelle Nanty     | Susanne von Medvey |
| Inès                                        | Clara Ponsot       | Laura Maire        |
| Lisa                                        | Alexandra Lamy     | Carin C. Tietze    |
| Marie                                       | Nathalie Levy-Lang | Claudia Schmidt    |
| Marie-Christine                             | Sandrine Kiberlain | Irina Wanka        |
| Richard                                     | Charles Gérard     | Norbert Gastell    |
| Seminarleiter                               | Lionel Abelanski   | Tobias Lelle       |
| Stéphanie                                   | Géraldine Nakache  | Stephanie Kellner  |
| Thibault                                    | Guillaume Canet    | Philipp Brammer    |

## Kritik
Der film-dienst befand, dass im Gesamtfilm „komisch-unterhaltende Momente [überwiegen], die sich zumeist ironisch mit Verhaltensmustern auseinander setzen. Zur großen Geschlossenheit des Films tragen vor allem auch die beiden Hauptdarsteller bei.“
„Zwischen plakativ und wahrhaftig: vergnüglicher Geschlechterspaß mit einigen psychologischen Tiefschlägen“, fasste Cinema den Film zusammen.